# Maison Lindenbaum
La Maison Lindenbaum (en hongrois : Lindenbaum-ház) est un édifice d'habitation de style Sécession hongroise, situé dans le 6e arrondissement de Budapest. L'édifice est situé dans le quartier de Terézváros, dans Izabella utca.